# Clitoria steyermarkii
Clitoria steyermarkii är en ärtväxtart som beskrevs av Paul R. Fantz. Clitoria steyermarkii ingår i släktet Clitoria, och familjen ärtväxter. Inga underarter finns listade i Catalogue of Life.